# تنام صغير المنقار
تنام صغير المنقار (الاسم العلمي: Crypturellus parvirostris) هو نوع من الطيور يتبع جنس التنام مخفي الذيل من فصيلة التنامية.